# Baleine
Baleine é uma comuna francesa na região administrativa da Normandia, no departamento Mancha. Estende-se por uma área de 4,17 km². Em 2010 a comuna tinha 99 habitantes (densidade: 23,7 hab./km²).